# 再現之慾
《再現之慾》（波蘭語：Kolejne 365 dni）是2022年Netflix原創波蘭情色劇情電影。改編自波蘭著名女作家布蘭卡·利平斯卡同名暢銷小說系列三部曲之三，為《今時之慾》的續集作品。由芭芭拉·比亞羅瓦斯（Barbara Białowąs）和托馬茲·曼德斯（Tomasz Mandes）執導，以及安娜-瑪麗亞·西克魯卡、米凱萊·莫羅尼、西蒙·蘇西納、瑪格達萊娜·蘭帕斯卡和奧塔爾·薩拉利澤等前作的原班人馬演出。
電影於2022年8月19日在Netflix上映。

## 演員及角色
- 安娜-瑪麗亞·西克魯卡 飾演 勞娜·比爾（Laura Biel） / 勞娜·托裡切利（Laura Torricelli）
- 米凱萊·莫羅尼 飾演 馬西莫·托裡切利（Don Massimo Torricelli）
- 西蒙·蘇西納 飾演 納喬（Nacho）
- 瑪格達萊娜·蘭帕斯卡（英语：Magdalena Lamparska） 飾演 歐嘉（Olga）
- 奧塔爾·薩拉利澤（波兰语：Otar Saralidze） 飾演 多明尼可（Domenico）
- 艾娃卡·斯普羅克（波兰语：Ewa Kasprzyk (actress)） 飾演 克拉拉·比爾（Klara Biel），蘿拉的母親。
- 達里烏斯·雅庫博夫斯基（波兰语：Dariusz Jakubowski） 飾演 托馬斯·比爾（Tomasz Biel），蘿拉的父親。
- 娜塔莉亞·席維克（英语：Natalia Siwiec） 飾演 艾蜜莉（Emily），婚紗設計師。
- 卡洛琳娜·皮薩列克（波兰语：Karolina Pisarek） 飾演 艾梅莉亞（Amelia），納喬的妹妹。

## 製作
主體拍攝約於2021年開始，拍攝地點在義大利和波蘭。所有主要演員皆確認繼續飾演他們原本的角色。

## 發行
電影於2022年8月19日在Netflix全球同步首播。

## 大眾迴響
與它的前作一樣，這部電影收到了負面評論。根据評論匯總网站爛番茄汇总的6篇评论文章，0%的评论家给予该作正面评价
于第43届金酸莓奖获得最差前传、重拍、恶搞及续集电影及最差银幕搭档提名。

## 外部連結
- 在Netflix上觀看《再現之慾》
- 互联网电影数据库（IMDb）上《再現之慾》的资料（英文）
- 豆瓣电影上《再現之慾》的資料 （简体中文）

Template:Netflix已上映電影與紀錄片 (2020年代)